# Henry F. Williams
Henry F. Williams (Boston, 13 agosto 1813 – Boston, 1903 circa) è stato un compositore, musicista e docente statunitense alla fine del XIX secolo. Fu uno dei due musicisti neri a suonare nell'orchestra del National Peace Jubilee del 1872. I suoi arrangiamenti ottennero un'enorme popolarità. Più tardi nella vita fu soprattutto un insegnante di musica. Williams è stato definito il secondo compositore nero più noto del suo tempo dopo Frank Johnson, con il quale lavorò.

## Primi anni di vita
Henry (Harry) F. Williams nacque a Boston, nel Massachusetts, il 13 agosto 1813. Iniziò a studiare musica all'età di sette anni. Da giovane studiò con Peter Albrecht von Hagen Jr. e, fino all'età di 21 anni, con Alfred Howard e Henry Thacker. In seguito si diplomò al New England Conservatory of Music di Boston, che aprì i battenti nel 1867. All'inizio degli anni '40 del XIX secolo, gestì uno studio musicale a Boston.

## Carriera
Williams suonava principalmente il violino, il contrabbasso e la cornetta, privilegiando il violino e la cornetta, ma suonava anche il violoncello, il trombone baritono, il pianoforte, il trombone e la tuba. Sulla maggior parte di questi strumenti ha anche insegnato. Fu anche un noto compositore e arrangiatore di musica. Il suo inno per Il Giorno del Ringraziamento, O Give Thanks, fu considerato da alcuni a Boston come al di là delle capacità di composizione di un nero. L'educatore musicale Lowell Mason era tra coloro che sostenevano questa convinzione, ma alla fine si convinse. Mason lo invitò a recarsi in Liberia per esibirsi e ottenere il riconoscimento che non gli era stato concesso negli Stati Uniti, ma rifiutò.
Fu legato alla Francis Johnson's Band di Filadelfia, di cui arrangiò la musica dopo la morte di Johnson nel 1844, quando Joseph Anderson Sr. era a capo del gruppo.
Williams arrangiò spesso la musica per la Patrick Sarsfield Gilmore's Band. Williams al contrabbasso e Frederick E. Lewis al violino furono gli unici membri neri della grande orchestra composta da duemila musicisti al National Peace Jubilee di Boston nel 1872, alla fine della Guerra franco-prussiana. Furono esaminati dagli organizzatori J. Thomas Baldwin e Gilmore. Williams ha eseguito al contrabbasso il Tannhäuser di Richard Wagner e l'Ouverture del Guglielmo Tell.
Collaborò anche con la Boston Cadet Band, arrangiando un quickstep per il gruppo e scrisse un'ouverture per la Park Theatre Orchestra. Nel 1880, Williams si unì ai menestrelli di colore di J. H. Haverly a Portsmouth. Più tardi, negli anni ottanta dell'Ottocento, si trasferì nell'Illinois, dove divenne preside dell'Illinois College of Music. Dopo il 1888 si trasferì a Boston e continuò a scrivere musica, sebbene soffrisse di dolori reumatici. Nel 1900 è possibile che vivesse presso il Boston Almshouse and Hospital.

## Opere note
Alcuni arrangiamenti ricevettero ampi consensi. La ballata “Lauriette”, pubblicata nel 1840, fu uno dei suoi primi brani ad avere un grande successo. La canzone è sentimentale e semplice. Parisien Waltzes, pubblicato nel 1854, era un noto insieme di cinque numeri e anch'esso ebbe successo. Questo pezzo è forse il suo lavoro più conosciuto e fu ripubblicato nel 1867. Pubblicò anche un inno religioso (“O, Give Thanks”), una serie di polka-redova, mazurche, quadriglie, ouverture, ballate e marce.

### Elenco delle composizioni
- Lauriette (1840)[6][13]
- Come, Love, and List Awhile (1842)[6][14]
- Croton Waltz (1844)[10][15]
- O Give Thanks (c1846)[16]
- Sunny Side Polka (1852)[17][18]
- Campanello Polka (1852)[19]
- Rose Schottische (1852)[20][21]
- Climax polka (1853)[22]
- Chitarra Polka (1853)[23]
- Parisien Waltzes (1854)[6]
- It was by Chance we Met (1866)[6]
- I Would I had Never met Thee (The Coquette) (1876)[6][24]
- Keep Me Near to Thee (1884)[25]
- Safe in Christ (1884)[26]
- Pass Back the Light (1884)[27]